# Rio Jaboatão
O rio Jaboatão é um curso de água que banha o estado de Pernambuco, no Brasil. Nasce em Vitória de Santo Antão. A bacia hidrográfica do rio Jaboatão se localiza na mata sul do estado de Pernambuco, e vai se alargando quando se aproxima do litoral, possuindo uma área de 442 quilômetros quadrados. A foz do rio Jaboatão fica localizado na praia de Barra de Jangada, no limite entre os municípios de Jaboatão dos Guararapes e cabo de Santo Agostinho. O rio Jaboatão percorre cerca de 75 quilômetros desde a sua nascente. Desagua no oceano Atlântico, numa foz conjunta com o rio Pirapama. Pesquisas mostraram que a água do rio sofre forte contaminação, principalmente com microplásticos.

## Etimologia
"Jaboatão" vem do termo tupi 'yapuatã', que significa "rio fortemente estrondoso" ( 'y', rio + 'yapu', barulhento + atã, fortemente).